# 大統領官邸 (フィンランド)

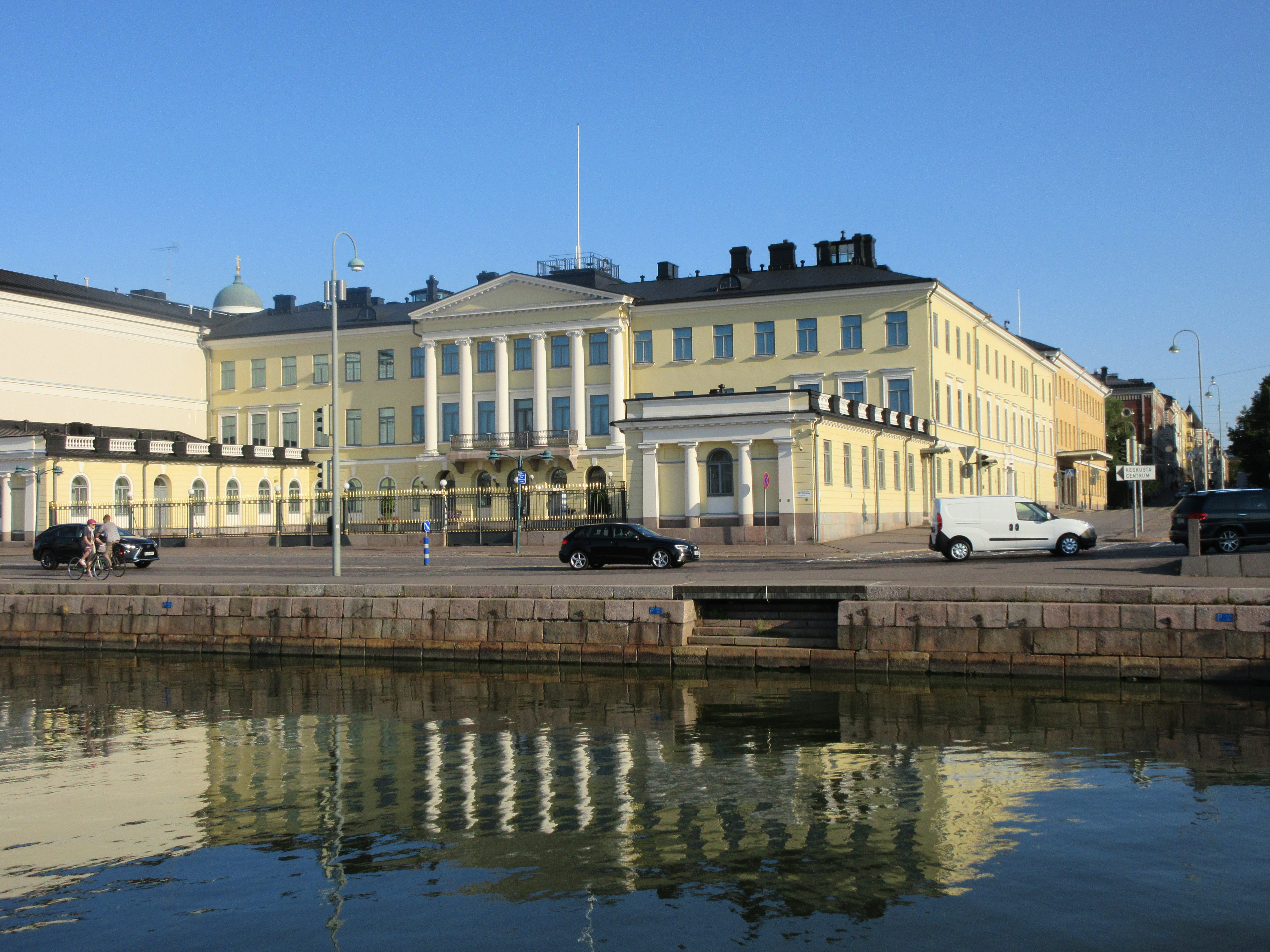

フィンランド大統領官邸（フィンランド語:Presidentinlinna、スウェーデン語:Presidentens slott）は、フィンランド大統領の官邸。フィンランドの首都であるヘルシンキに立地している。

## 歴史
1837年にフィンランド大公国のフィンランド総督の邸宅として使用され、1919年からフィンランド大統領の官邸として使用が開始された。2014年に改修された。

## 官邸内
官邸には大統領の執務室が設置されている。